# Megachile albidula
Megachile albidula là một loài Hymenoptera trong họ Megachilidae. Loài này được Alfken mô tả khoa học năm 1931.